# Charles de Brouchoven de Bergeyck
Pour les articles homonymes, voir Brouchoven.
Le comte Charles Joseph Philippe de Brouchoven de Bergeyck, né le 15 février 1801 à Bruxelles et mort le 4 septembre 1875 à Anvers, est un homme politique belge, membre du Congrès national.
Mariage avec Emilie Joséphine Marie Moretus Plantin de Bouchout.

## Fonctions et mandats
- Page du roi Guillaume Ier des Pays-Bas
- Attaché au ministère du Waterstaat : 1819-
- Bourgmestre de Melsele : 1821-
- Membre des États provinciaux de la Flandre-Orientale
- Membre du Congrès national : 1830-1831
- Commissaire d'arrondissement de Saint-Nicolas : 1840-1844

## Sources
- Carl BEYAERT, Charles de Brouchoven de Bergeyck, in: Biographies des membres du Congrès national, Brussel, 1930, pp. 48-49
- Reginald DE SCHRIJVER, Jan van Brouchoven, graaf van Bergeyck 1644-1725. Een halve eeuw staatkunde in de Spaanse Nederlanden en in Europa, Verhandelingen van de Koninklijke Academie van België voor Wetenschappen, Letteren en Schone Kunsten, nr. 57, Brussel, 1965.
- Gabriël WILLEMS & Richard WILLEMS, Cortewalle, Bornem, 2000.
- K. DE VLIEGER-DE WILDE, Adellijke levensstijl. Dienstpersoneel, consumptie en materiële leefwereld van Jan van Brouchoven en Livinia de Beer, graaf en gravin van Bergeyck (ca. 1685-1740), Verhandelingen van de Koninklijke Vlaamse Academie van België voor Wetenschappen en Kunsten. Nieuwe reeks, 16, Brussel, 2005.